# Morane-Saulnier Type P
Il Morane-Saulnier Type P, indicato secondo le convenzioni dell'esercito francese come MoS-21 e MoS-26, era un monomotore biposto da ricognizione, monoplano ad ala alta a parasole, sviluppato dall'azienda aeronautica francese Société des Aéroplanes Morane-Saulnier negli anni dieci del XX secolo.
Sviluppo del precedente Type LA, dal quale si distingueva principalmente per l'adozione di un motore dalla maggior potenza disponibile, venne utilizzando principalmente dall'Aéronautique Militaire, la componente aerea dell'Armée de terre (l'esercito francese), e da altre forze aeree delle nazioni della Triplice intesa, durante la prima guerra mondiale.

## Storia del progetto
A metà degli anni dieci la Morane-Saulnier decise di avviare lo sviluppo di un nuovo modello partendo dall'esperienza acquisita sul Type L e sul successivo Type LA. Il progetto riproponeva l'impostazione dei modelli dai quali derivava, monomotore in configurazione traente, modificando la cellula con fusoliera, sempre caratterizzata dai due abitacoli aperti e separati collocati in tandem, introducendone una a sezione circolare invece che rettangolare per meglio armonizzare il profilo del motore rotativo Le Rhône a vantaggio della migliore penetrazione aerodinamica. Per l'ala venne adottata quella dell'LA, che per il controllo del volo utilizzava una coppia di alettoni anziché lo svergolamento adottato nel precedente modello. La motorizzazione adottata variava dagli 80 hp (59,7 kW) del Le Rhône 9C ai 110 hp (82 kW) del Le Rhône 9J ed in base a questa differenza l'esercito francese li identificò come MoS-21 il primo e MoS-26 il secondo.

## Impiego operativo
I Type P iniziarono ad essere consegnati ai reparti dell'Aéronautique Militaire e, in minore numero, ad alcuni Squadron del Royal Flying Corps (RFC) dalla metà del 1916 rimanendo in servizio fino al 1917 ed operando sul fronte occidentale durante la Grande Guerra.
Alcuni esemplari, probabilmente non più di 10, vennero inoltre adottati dalla Imperatorskij voenno-vozdušnyj flot, la componente aerea dell'Esercito imperiale russo, dove assunsero la designazione Morane IV ed utilizzati durante il conflitto sul fronte orientale.

## Utilizzatori
Brasile
operò con un singolo esemplare acquisito nel 1919.
 Francia
- Aéronautique Militaire

 Giappone
 Regno Unito
- Royal Flying Corps

 Russia
- Imperatorskij voenno-vozdušnyj flot